# Phaonia steinii
Phaonia steinii är en tvåvingeart som först beskrevs av Gabriel Strobl 1898.  Phaonia steinii ingår i släktet Phaonia och familjen husflugor. Arten är reproducerande i Sverige. Inga underarter finns listade i Catalogue of Life.